# Jūsō Kikō Dancouga Nova
Jūsō Kikō Dankūga Nova (jap. 獣装機攻ダンクーガ ノヴァ) – anime typu mecha stworzone przez studio Ashi Productions i wyreżyserowane przez Masami Obari. W Japonii swoją premierę telewizyjną miało 15 lutego 2007 roku na antenie kanału Animax. Seria trwa 12 odcinków i jest kontynuacją hitu z 1985 roku pod tytułem Chōjū Kishin Dancouga. W Polsce anime było emitowane od 26 stycznia do 6 lutego 2010 roku na kanale Hyper.

## Opis fabuły
Akcja anime ma miejsce w 2104 roku. Świat jest ogarnięty przez liczne wojny. Na polach bitew pojawia się tajemniczy robot Dancouga Nova, który wspiera przegrywającą stronę konfliktu. Utrzymuje on w ten sposób równowagę sił na Ziemi. Seria opowiada historię czwórki młodych ludzi wybranych by kierować robotem – tworzą oni tzw. drużynę D. Są drużyny D to Aoi Hidaka, Kurara Tachibana, Sakuya Kamon i Johnny Burnette. Piloci zostali zebrani przez organizacje Dancougi z siedzibą na wyspie Smoczy Szpon. To ona wydaje im rozkazy i wysyła na misje.

## Bohaterowie
- Aoi Hidaka (jap. 飛鷹 葵 Hidaka Aoi)

Seiyū: Haruna Ikezawa 
Różowo-włosa dziewczyna, mistrzyni wyścigów samochodowych. Jest pilotem Nova Eagle i głównym pilotem Dancougi. Pracowała także jako modelka. Zrezygnowała z wyścigów na rzecz członkostwa w Drużynie D. Wychowywała się bez rodziców. Ma grupę krwi A.
- Kurara Tachibana (jap. 館華 くらら Tachibana Kurara)

Seiyū: Hōko Kuwashima 
Jest dziewczyną o krótkich, niebieskich włosach. Jest pilotką Nova Liger. Pracuje w policji jako detektyw wydziału do spraw zwalczania narkotyków. Jako dziecko, ona i jej matka, były świadkami pobicia jej ojca przez bandytów. Jej grupa krwi to B.
- Sakuya Kamon (jap. 加門 朔哉 Kamon Sakuya)

Seiyū: Tatsuhisa Suzuki 
Jest brązowo-włosym chłopakiem. Jest bezdomny i bezrobotny, ale wydaje się nie przejmować swoją złą sytuacją. Pełni funkcję pilota Nova Rihno. Po wypełnieniu misji Dancougi zostaje fotografem i współpracuje z dziennikarką Isabelle Cronkite. Posiada grupę krwi AB.
- Johnny Burnette (jap. ジョニー・バーネット Jonī Bānetto)

Seiyū: Yūki Tai 
Jest blondynem i nosi okulary, które zdejmuje tylko w ważnych momentach. Pracuje w korporacji, to młody biznesmen. Jego hobby to gotowanie i czytanie magazynów tematycznych takich jak np. "Wędkarstwo dla Mężczyzn". Jest pilotem Nova Elephanta. Jego ukochaną jest Eida. Ma grupę krwi 0.
- Tanaka (jap. 田中)

Seiyū: Keiji Fujiwara 
Jest dowódcą bazy Smoczego Szponu. To on wydaje rozkazy i odpowiada na pytania pilotów Dancougi. Dba o to by drużyna dobrze funkcjonowała. Często wydaje się wiedzieć więcej, niż mówi.
- Ruu Riruri (jap. ルゥ・リルリ Ruu Riruri)

Seiyū: Saori Gotō 
Jest członkinią Organizacji Dancougi oraz doradczynią drużyny D. Dba ona o zdrowie psychiczne i dobre samopoczucie pilotów. Stara się także odpowiadać na ich pytania i wątpliwości dotyczące misji Dancougi. Ma 15 lat, jednak jest nad wiek dojrzała. Denerwuje się, gdy ktoś źle wypowiada jej imię.
- Seimy (jap. セイミー Seimī)

Seiyū: Sayaka Ōhara 
Jest głównym inżynierem odpowiedzialnym za Dancouge. To ładna blondynka o wesołej i życzliwej osobowości. Ma zwyczaj nazywać Dancouge swoim "ukochanym". W przeszłości jej relacje z mężczyznami układały się źle – ma za sobą wiele krótkich i nieudanych związków. Z tego powodu skupiła swoje zainteresowanie na Dancoudze, który jako maszyna, nie może jej zdradzić.
- Fog Sweeper

Seiyū: Kazuki Yao 
Nazywany jest także panem F.S. Ten tajemniczy, długowłosy mężczyzna to główny dowódca Organizacji Dancougi. Jest także szefem firmy zajmującej się tworzeniem gier komputerowych. Zwykle kontaktuje się tylko z Tanaką, a drużyna D poznaje go na balu organizowanym przez korporacje FS-a.
- Eida Rossa (jap. エイーダ・ロッサ Eīda Rossa)

Seiyū: Yūko Gotō 
Jest dziewczyną o długich blond włosach, które zazwyczaj związuje w dwie kitki. Pilotuje R-Daigana. Jest sławną piosenkarką, gra też w reklamach. Jej ukochany to Johnny Burnette.
- Isabelle Cronkite (jap. イザベル・クロンカイト Izaberu Kuronkaito)

Seiyū: Michiko Neya 
Jest znaną dziennikarką, za reportaż pt. "Czy Dancouga jest potrzebny na polu bitwy" otrzymała nagrodę Pulitzera. Prowadzi reporterskie śledztwo w sprawie Dancougi Nova, a potem staje sojuszniczką drużyny D.
- Will

Seiyū: Norio Wakamoto 
Jest przedstawicielem obcej rasy, której członkowie przemierzają galaktykę, by strzec ją przed wojnami. Razem z Fog Sweeperem zbudował Dancougę, aby ochronić życie na Ziemi.

## Mechy
- Dancouga Nova: Potężny robot, który pojawia się na polach bitew i pomaga odnieść zwycięstwo słabszym. Jednak jego prawdziwym celem jest ochrona Ziemi przed najeźdźcami z kosmosu. Dancouga gromadzi także dane o wszystkich organizmach żyjących na Ziemi. Został stworzony przez Willa i Fog Sweepera. Jest kombinacją czterech, mogących działać samodzielnie, maszyn – Nova Eagle (głowa Dancougi), Nova Liger(prawa noga), Nova Rihno (lewa noga) i Nova Elephant (tułów i ręce). Ich połączenie to tzw. Boska Kombinacja Bestii. Jego bronią są: Miecz Dancougi, Działo Dancougi i Pięść Nova.

Tryby Dancougi to:
• Dancouga Nova Beast God – prawdziwa forma Dancougi, jego kolor zmienia się na złoty a siła znacznie się powiększa
• Dancouga Nova MAX GOD – powstaje w połączeniu z R-Daiganem
- R-Daigan: Czerwona wersja Dancougi. W przeciwieństwie do swojego pierwowzoru ma jednego pilota – Eidę. Został stworzony, by Dancouga Nova mógł osiągnąć wyższy poziom mocy. Należy do firmy rywalizującej z korporacją FS-a. Jego ataki to Stinger (karabin maszynowy), Huragan i dwa miecze mogące połączyć się w jeden dwustronny. Posiada tryb humanoidalnego mecha, bestii – ptaka oraz czołgu. Łączy się z Dancougą Novą tworząc MAX GOD-a.
- D-Phoenix: Jest to latający pojazd należący do Smoczego Szponu. Służy do transportowania Dancougi na miejsce misji.